# Ген, Карл Георг Франц
Карл Георг Франц Ген (нем. Carl Georg Franz Hehn; 1821—1875) — учёный, профессор Дерптского университета по кафедре сельскохозяйственной технологии.

## Биография
Родился 25 апреля (7 мая) 1821 года в Оденпе Лифляндской губернии в семье пастора Бернхарда Готлиба Хена (1776—1856) и его жены Каролины Кёрбер (1785—1878).
Образование получил в Дерптской гимназии (1833—1838) и на философском факультете Дерптского университета (1838—1842), который окончил со степенью кандидата за сочинение: «Ueber den Reichtum des Bodens».
Пробыв несколько лет учителем в Пскове, вернулся в Дерпт, где стал изучать сельскохозяйственные науки. В 1849 году был назначен преподавателем сельского хозяйства в Дерптском ветеринарном училище. 
В 1852—1857 годах состоял помощником библиотекаря в Дерптском университете. В апреле 1858 году после защиты диссертации: «Die Intensität der livländischen Landwirtschaft. Th. I. Der Grund und Boden um die Arbeit» (Dorpat, 1858) получил степень магистра сельского хозяйства. Вскоре после этого принял на себя управление крупным имением близ Пскова и ввёл в нём свободное землевладение крестьян.
В 1860 году получил два предложения: занять кафедру сельского хозяйства в Горыгорецкой земледельческой школе и принять на себя обязанности секретаря Лифляндского общеполезного и экономического общества, и выбрал второе и занимал эту должность до 1868 года.
Редактировал журналы: в 1863—1868 гг. «Livländische Jahrbücher der Landwirtschaft» и в 1863—1864 гг. «Baltishe Wochenschrift für Landwirtschaft, Gewerbefleiss und Handel». Большая часть статей, помещённых здесь во время его редакторства, были написаны им самим.
Благодаря его стараниям состоялся первый балтийский сельскохозяйственный съезд и в 1865 году при его деятельном участии состоялась первая центральная сельскохозяйственная выставка. Он был одним из основателей Балтийского лесного общества.
В 1868 году Карл Георг Франц Ген был приглашен профессором сельского хозяйства и директором сельскохозяйственного отделения Рижской политехнической школы.
12 мая 1873 года он был утверждён,по избранию, профессором сельскохозяйственной технологии Дерптского университета. Читал курсы по сельскохозяйственному почвоведению, растениеведению, скотоводству, сельскохозяйственной экономии, истории и литературе сельского хозяйства. Получил чин титулярного советника.
В 1874 году начал писать диссертацию: «Der Einfluss des Klimas auf die Baltische Landwirtschaft», но не окончил её. В этом же году у него обнаружился туберкулез, и 19 февраля (3 марта) 1875 года он умер.